# Midland County, Michigan
Midland är ett administrativt område i delstaten Michigan, USA, med 83 629 invånare. Den administrativa huvudorten (county seat) är Midland.

## Geografi
Enligt United States Census Bureau har countyt en total area på 1 368 km². 1 350 km² av den arean är land och 18 km² är vatten.

### Angränsande countyn
- Gladwin County - norr
- Bay County - öster
- Saginaw County - sydost
- Gratiot County - söder
- Isabella County - väster
- Clare County - nordväst

### Orter
- Coleman
- Midland (huvudort)